# Fußball-Bundesliga/Rekorde/Rot-Weiss Essen
Der Artikel Fußball-Bundesliga/Rekorde/Rot-Weiss Essen listet die vereinsspezifischen Rekorde von Rot-Weiss Essen auf, die mit Bezug auf die Zugehörigkeit zur deutschen Fußball-Bundesliga gehalten werden.
Der Verein ist aktuell kein Bundesligist (Stand: Saison 2025/26).

Siehe auch: 

## Vorbemerkung
Es besteht eine Unterteilung zwischen Positiv- und Negativrekorden sowie vereinsinternen Bestmarken. Weitere Rekorde, die dem Verein nicht zuzuordnen sind, werden im Hauptartikel unter „Allgemein“ gelistet. Dort bestehen zudem die Rubriken „Trainerspezifische Rekorde“, „Schiedsrichterspezifische Rekorde“ sowie „Sonstige Rekorde“. Es besteht außerdem die Möglichkeit „In nächster Zeit möglicherweise fallende Bestmarken“ im unteren Bereich der Hauptseite festzuhalten, bzw. die neuen Rekorde an die passenden Stellen einzusortieren. Wenn möglich, wird zu einem Positivrekord auch der Negativrekord als Gegenstück gelistet (und andersherum). Die Liste erhebt keinen Anspruch auf Vollständigkeit.

## Rot-Weiss Essen
Aktuelle Platzierung in der Ewigen Tabelle der Fußball-Bundesliga: Platz 34 von 58 (Stand: 34. Spieltag 2024/25)

### Negativrekorde
- meiste Spiele in einer Saison, in denen man mindestens zwei Gegentreffer kassierte: 28 (1976/77; gemeinsam mit Holstein Kiel, 2024/25)[2]
- meiste Heimspiele in einer Saison, in denen man mindestens einen Gegentreffer kassierte: alle 17 (1973/74, gemeinsam mit dem VfB Stuttgart, 2021/22)[3]

### Vereinsintern
- Rekordspieler: Willi Lippens (172 Einsätze)[4]
- Rekordtorhüter: Heinz Blasey (90 Einsätze)[4]
- Rekordtorschütze: Willi Lippens (79 Tore)[5]